# Tałyszowie
Tałyszowie, także Tałysze – naród irański zamieszkujący głównie na pograniczu Iranu i Azerbejdżanu, posługujący się językiem tałyskim (jeden z języków północno-zachodniego Iranu). Liczbę użytkowników języka tałyskiego szacuje się na około 184 tys., z czego 69 tys. mieszka w Azerbejdżanie, a 112 tys. w Iranie.